# 巴拉頓奧爾馬迪

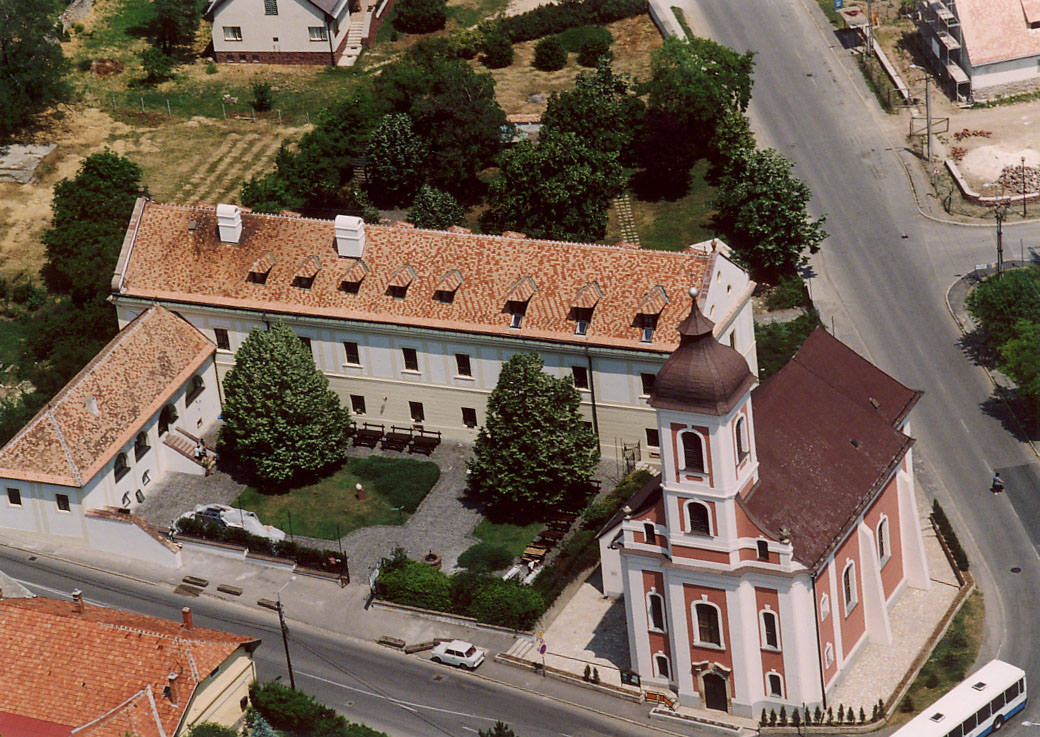

巴拉頓奧爾馬迪（匈牙利語：Balatonalmádi，匈牙利語發音：[ˈbɒlɒtonɒlmaːdi]）是匈牙利的城鎮，位於該國中部巴拉頓湖畔，由維斯普雷姆州負責管轄，面積49.89平方公里，2011年人口9,062，其中約六成居民信奉天主教。

## 外部連結
- Balatonalmadi.hu （页面存档备份，存于）

47°02′N 18°01′E / 47.033°N 18.017°E